# بروتون سافي
بروتون سافي هي سيارة من إنتاج شركة بروتون الماليزية. أول تقديم لها كان يونيو 2005 كبديل لطراز بروتون تيارا.